# Igeltjärnen (Norbergs socken, Västmanland, 666230-150251)
Igeltjärnen är en sjö i Norbergs kommun i Västmanland och ingår i Norrströms huvudavrinningsområde.